# Saint-Denis-de-Jouhet
Saint-Denis-de-Jouhet là một xã ở tỉnh Indre ở miền trung nước Pháp. Xã này có diện tích 43,48 km², dân số năm 1999 là 1008 người. Khu vực này có độ cao trung bình 270 mét trên mực nước biển.